# Ränneslövs kyrka
Ränneslövs kyrka är en kyrkobyggnad som sedan 2002 tillhör Ränneslöv-Ysby församling (tidigare Ränneslövs församling) i Göteborgs stift. Den ligger i kyrkbyn Ränneslöv i Laholms kommun. 

## Kyrkobyggnaden
Ränneslövs medeltida kyrka byggdes omkring år 1150 och revs år 1871 för att ge plats åt en större byggnad. Nuvarande kyrka uppfördes åren 1868-1872 efter ritningar av Axel Kumlien. Bygget gick till så att ett nytt långhus och kor uppfördes utanför medeltidskyrkans murar och inneslöt dess långhus. De nya delarna sammanbyggdes med det gamla kvarvarande stentornet, som antas vara medeltida, och tidigare haft trappstegsgavlar. Sitt nuvarande utseende med huv och spira fick tornet vid en ombyggnad 1752. 

## Inventarier
- Cuppan till en femkantig medeltida dopfunt (eller möjligen vigvattenskål) av granit finns bevarad. Den är enkel och har som ornamentik endast ett utsparat band. Man tror den är huggen under senare delen av medeltiden. Höjden är 65 cm och den saknar uttömningshål.[1]
- Vid norra väggen finns predikstolen i renässansstil från 1590-talet.
- Dopfunten i trä är från 1735.
- En basunängel är tillverkad 1776 av Tue Falk. Skulpturen föreställer ärkeängeln Mikael som blåser i basun och i andra handen håller en texttavla.
- Storklockan är gjuten 1755 och lillklockan 1774. Båda har inskription.

### Orgel
- 1875 byggde Anders Victor Lundahl, Malmö en orgel med 16 stämmor fördelade på 2 manualer (8+4 stämmor) och 1 pedal (4 stämmor). Kontrakt ingicks med församlingen i mars 1874. Orgeln avsynades och provspelades lördagen 6 mars 1875 av musikdirektör Elof Ferdinand Colliander (1820-1895) i Getinge biträdd av vik. organisten J. L. Kjellander i Snöstorp. Besiktningsprotokoll här.[2] Lundahl lade även in ett extra koppel till orgeln utom kontraktet. Trolig invigning söndagen 7 mars 1875.
- Dagens pneumatiska orgel tillverkades 1953 av A. Magnusson Orgelbyggeri AB, Göteborg. Den har fria och fasta kombinationer, registersvällare och automatisk pedalväxling. Fasaden från 1875 års orgel har bibehållits oförändrad och pipverket är heterogent med material från 1875.[3]

| Huvudverk I       | Svällverk II        | Pedal        | Koppel   |
| Gedacktpommer 16´ | Gedackt 8´          | Subbas 16´   | I/P      |
| Principal 8´      | Salicional 8´       | Oktavbas 8´  | II/P     |
| Rörflöjt 8´       | Principal 4´        | Oktava 4´    | II/I     |
| Oktava 4'         | Rörflöjt 4'         | Täckflöjt 2' | II 16'/I |
| Hålflöjt 4'       | Blockflöjt 2'       | Fagott 16'   | II 4'/I  |
| Kvinta 2 2/3'     | Sesquialtera 2 chor |              | II 4'/P  |
| Oktava 2'         | Krumhorn 8'         |              |          |
| Mixtur 4-5 chor   | Tremolo             |              |          |
| Trumpet 8'        | Crescendosvällare   |              |          |

## Bilder

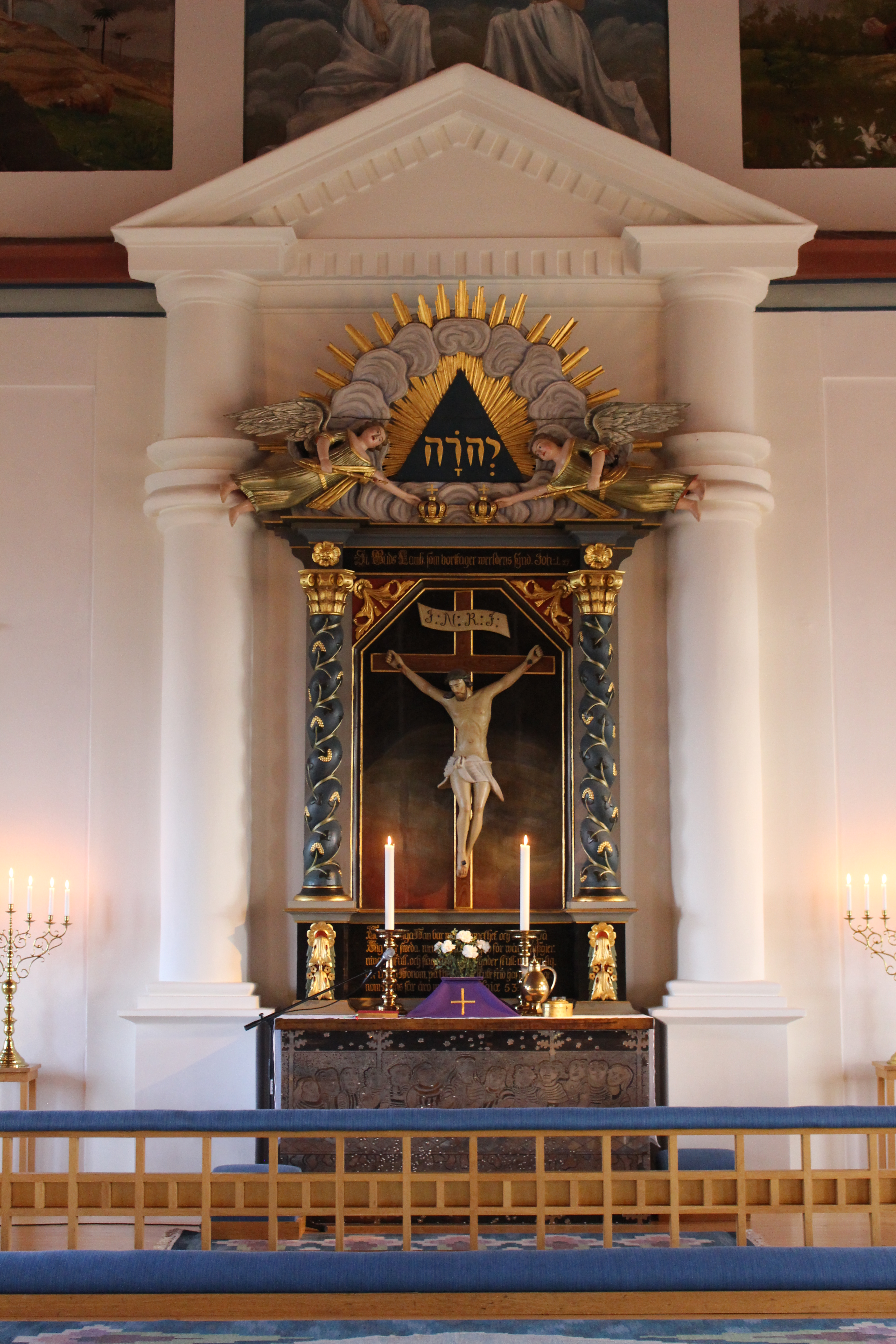
Altaruppsats.
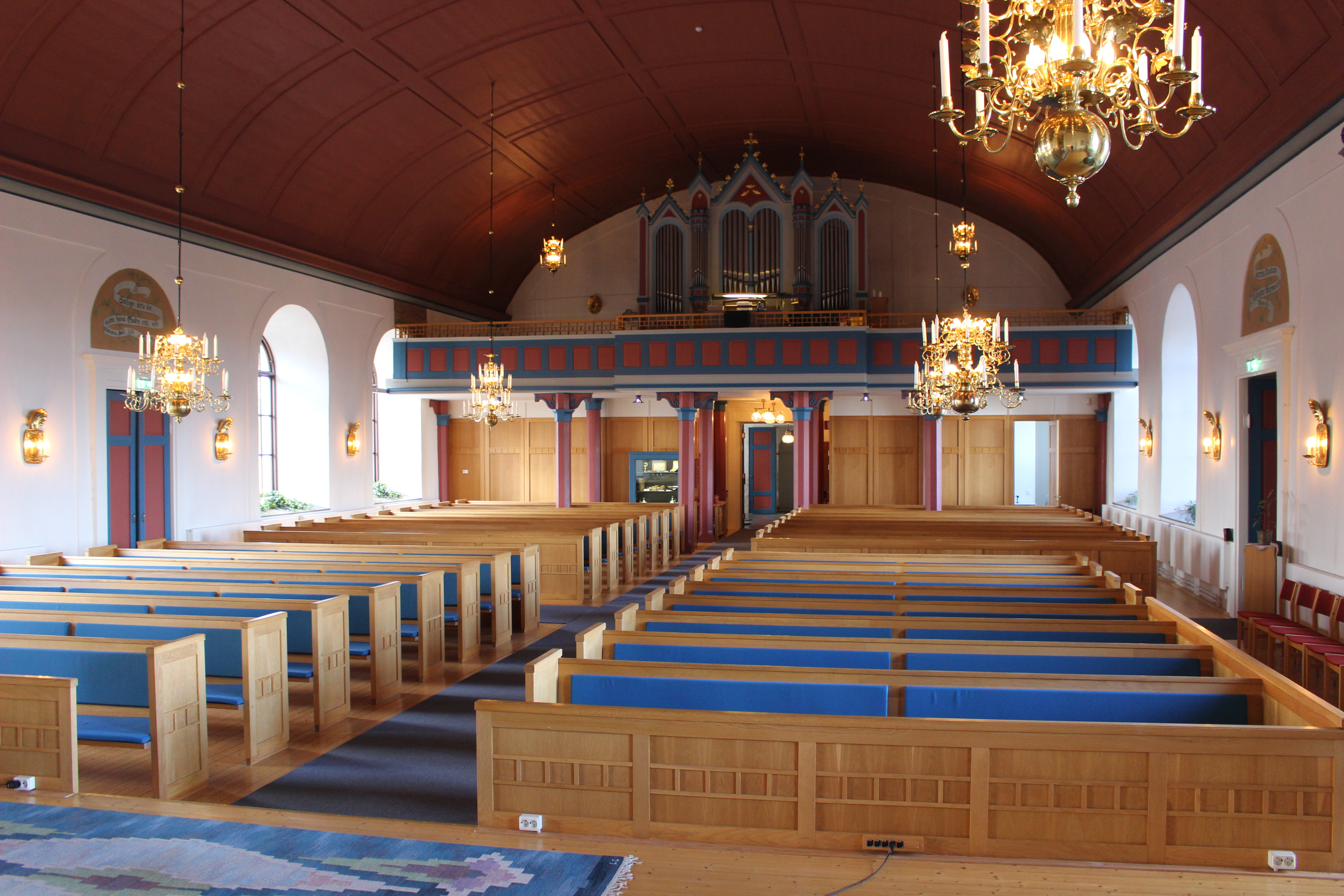
Interiör mot orgelläktaren.
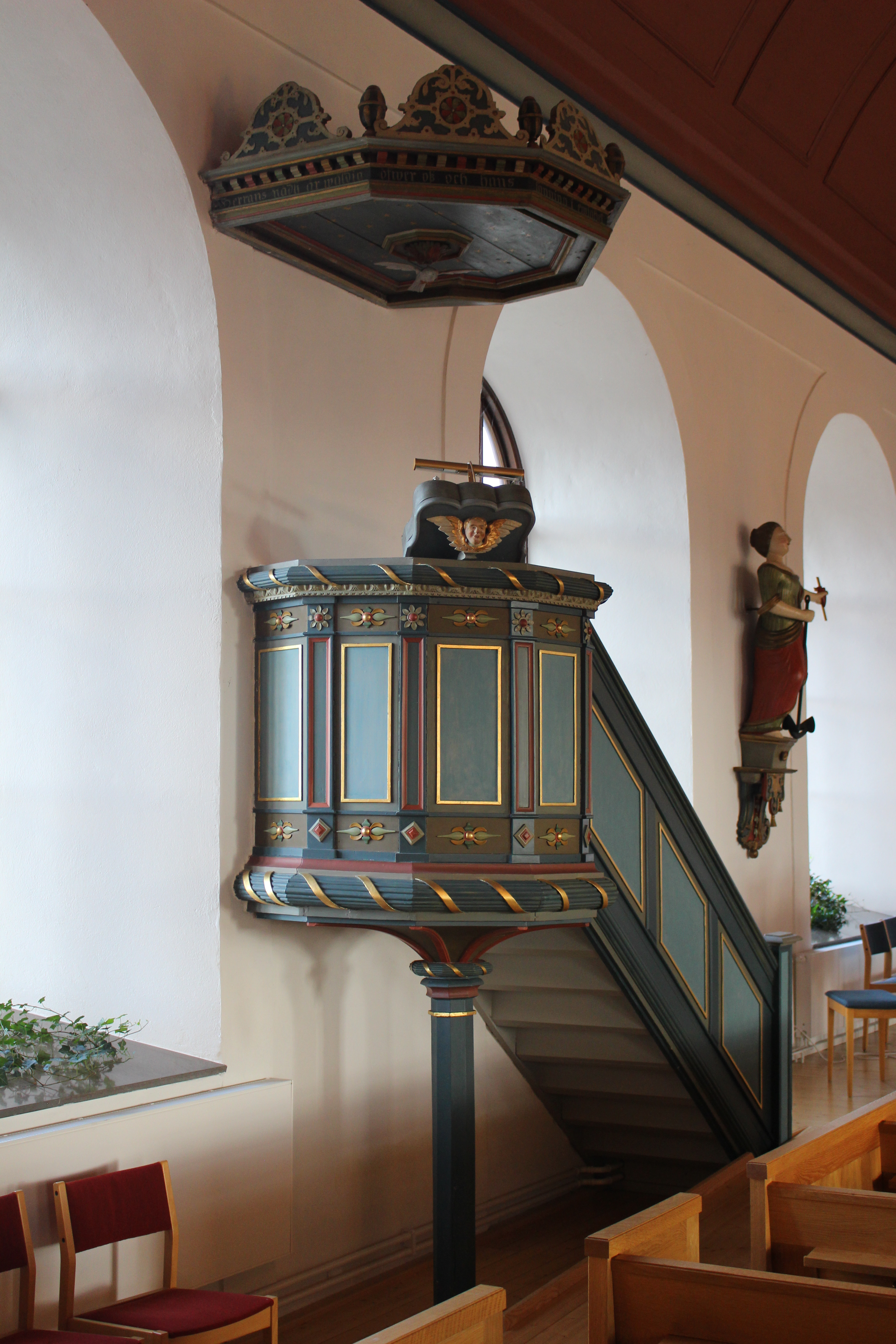
Predikstolen.
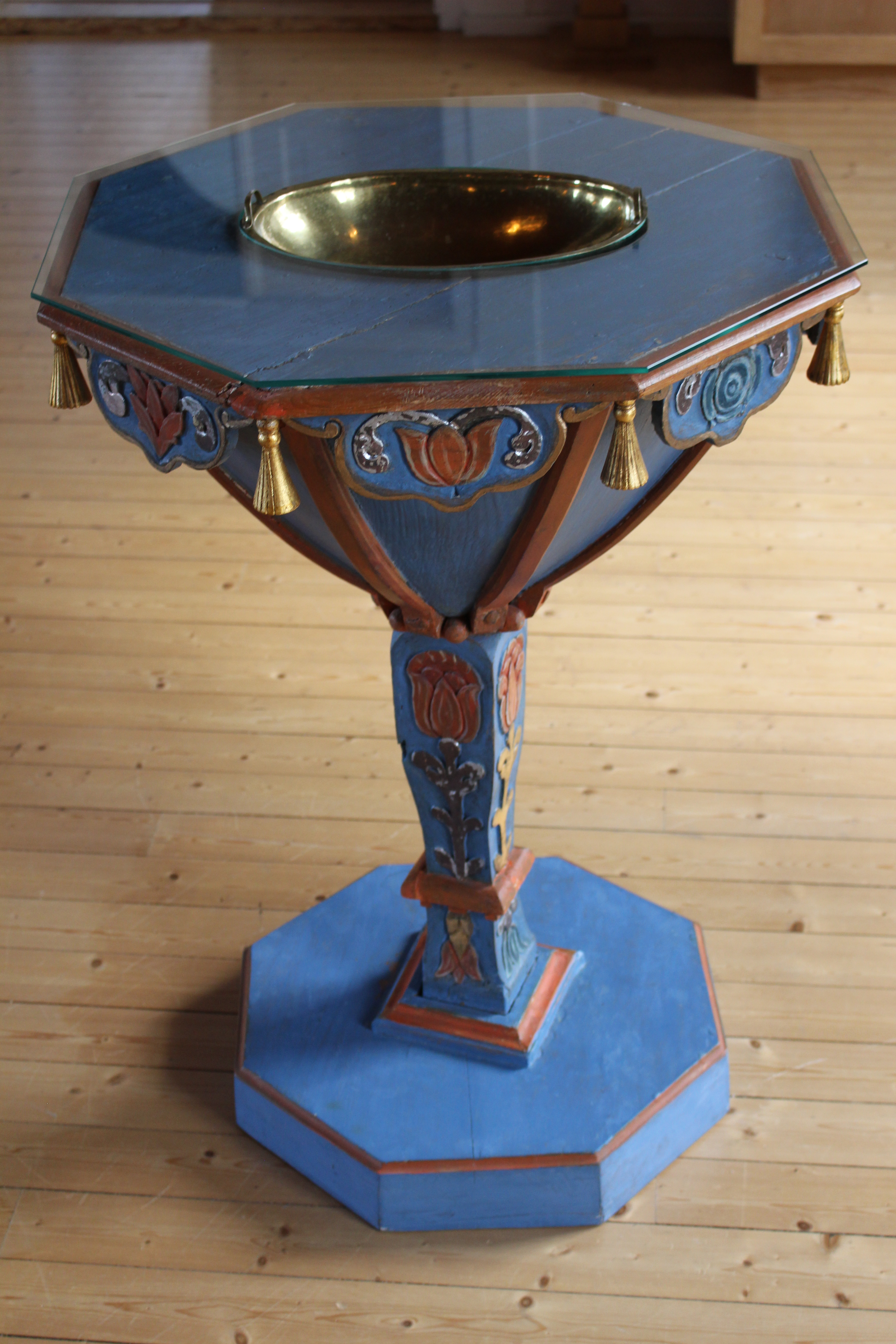
Dopfunten.
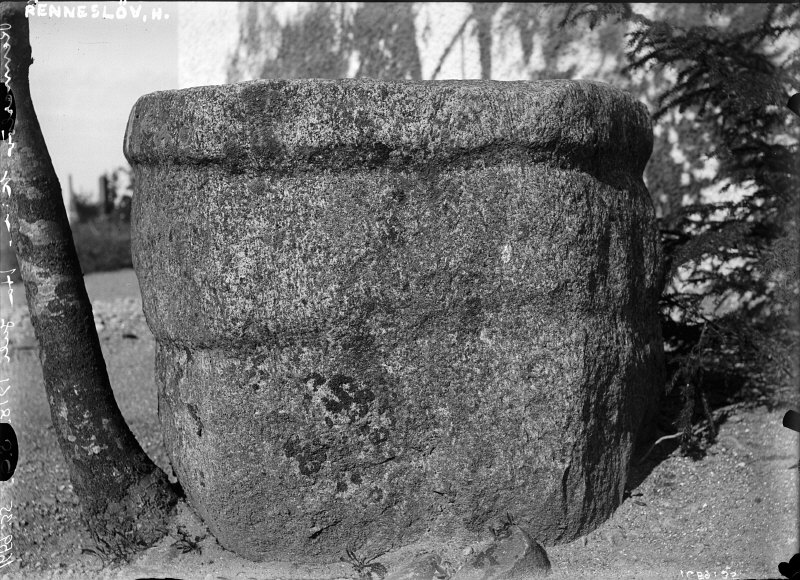
Den medeltida dopfunten
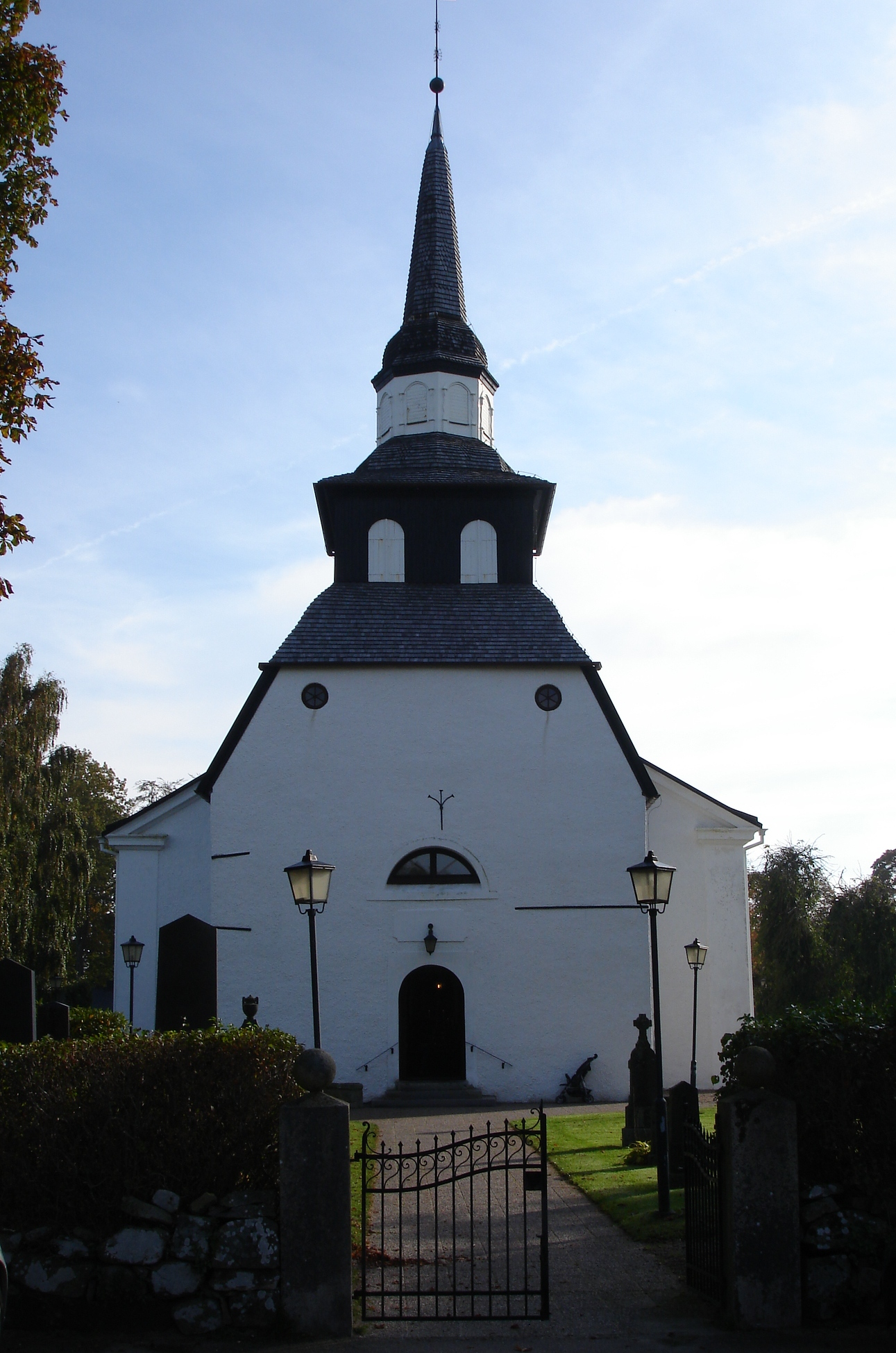
Kyrkan framifrån.